# Taurisci

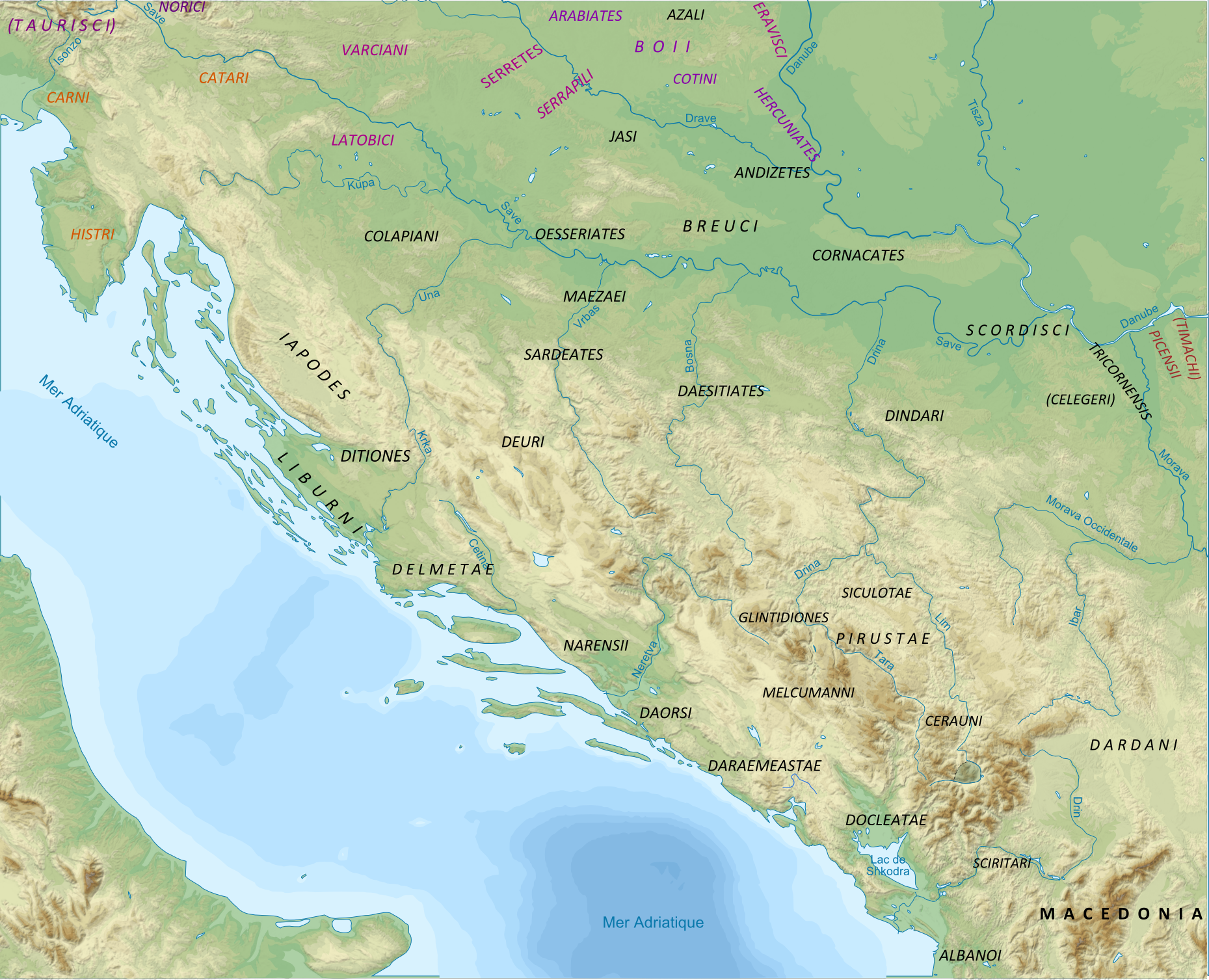
Triburi celtice, c. 50 î.Hr.

Tauriscii au fost un popor care popula partea de nord a Carniolei (în Slovenia), înainte de venirea romanilor (c. 200 î.Hr.).  Potrivit lui Pliniu cel Bătrân, aceștia sunt aceiași oameni cunoscuți sub numele de "norici". Originea numelui lor probabil provine de la celticul "taur" care însemna "munte", ca și Tauern (lanț de munți în Alpi), și, prin urmare se poate referi, de asemenea, la "munteni" (oameni care locuiesc la munte) în general.
Având aceleași origini ca taurini celto-ligurici, tauriscii s-au stabilit pe teritoriul Sloveniei de astăzi după înfrângerea de la bătălia de la Telamon (astăzi Talamone în Toscana) în 225 î.Hr.. Cronicarul grec Polibiu (circa 203-120 î.Hr.) a menționat mine tauriscene de exploatare a aurului din zona Aquileia (în provincia Udine astăzi).
În partea de sud-est a Carniolei au trăit pannonii, și în sud-vest au trăit "iapodes", un trib ilir, și carnii, un trib antic venețian.
În anul 60 î.Hr. sau 59 î.Hr., regele Daciei, Burebista, pornește o campanie fulgerătoare împotriva lor și îi învinge .